# Jeff Beck
Jeff Beck, właśc. Geoffrey Arnold Beck (ur. 24 czerwca 1944 w Wallington, zm. 10 stycznia 2023 w East Sussex) – brytyjski muzyk, wirtuoz gitary. Absolwent Wimbledon College of Art. Sześciokrotny laureat nagrody amerykańskiego przemysłu fonograficznego Grammy.
W 2003 został sklasyfikowany na 14. miejscu listy 100 najlepszych gitarzystów wszech czasów magazynu Rolling Stone, zaś w 2011 na 5. W 2004  muzyk został sklasyfikowany na 24. miejscu listy 100 najlepszych gitarzystów heavymetalowych wszech czasów magazynu Guitar World. W 2009 został wprowadzony do Rock and Roll Hall of Fame.

## Życiorys
Jeff Beck rozpoczął swą karierę muzyka w 1964 w grupie The Tridents oraz współpracując z zespołem Screaming Lord Sutch and The Savages. W marcu 1965 zastąpił Erica Claptona w znanej grupie The Yardbirds. Zespół ten opuścił jesienią 1966, zastąpiony z kolei przez Jimmy’ego Page’a, lecz ten krótki okres współpracy pozwolił mu zdobyć szerszą popularność i uznanie dla jego umiejętności. Duży wpływ na jego twórczość wywarł Jimi Hendrix.
W 1968 założył swój własny zespół The Jeff Beck Group, w którym wokalistą był mało jeszcze znany Rod Stewart, a na gitarze basowej grał Ron Wood. W tym składzie zespół nagrał płyty: Truth i Beck-Ola. Mimo odejścia Stewarta z grupy w 1969, Jeff Beck Group nagrała jeszcze dwie udane płyty z nowym wokalistą, a Jeff Beck zdobył reputację jednego z najlepszych profesjonalnych gitarzystów rockowych świata. W 1972 Jeff Beck Group zakończyła działalność, a sam Beck nagrał płytę Beck Bogert Appice z muzykami z zespołu Vanilla Fudge.
W 1975 Beck ponownie skompletował zespół muzyków i nagrał następnie dwie wysoko oceniane płyty Blow by Blow i Wired.
W latach 80. artysta nagrał zaledwie trzy płyty, zróżnicowane jeśli chodzi o oceny krytyków, udzielał się także jako gitarzysta sesyjny (np. Tina Turner „Private Dancer”) z tego właśnie okresu pochodzi jedyny popowy hit Becka „People Get Ready” z wokalem Roda Stewarta. Zwieńczeniem tego okresu w karierze jest jeden z najlepszych albumów w karierze „Guitar Shop” uhonorowany w 1990 roku nagrodą Grammy.
W 1985 roku ukazała się płyta „Flash”, a po czterech latach „Guitar Shop”. Styl gry, jaki Beck wraz z Tonym Hymasem oraz Terrym Bozzio zaprezentowali na płycie, stał się cechą charakterystyczną Becka w latach późniejszych. Wyróżniał się sposobem gry palcami, zastosowaniem vibrata, nowoczesną aranżacją i wsparciem instrumentów klawiszowych. Płyta przyniosła artyście nagrodę Grammy.
W latach 90. gitarzysta niemal zupełnie zniknął z rynku, przypominając o sobie jedynie sporadycznymi nagraniami i występami. Jedne z najlepszych partii nagrał na wydanym w 1992 roku albumie Rogera Watersa „Amused to Death”.
Do muzycznej aktywności powrócił w 1999, wydając płytę Who Else!, na której mieszał rock z techno, z naciskiem położonym jednak na ten pierwszy gatunek. Kolejne albumy Becka utrzymane były w tym samym klimacie.
Obok kariery solowej Jeff Beck często uczestniczył w nagraniach innych muzyków, będąc cenionym instrumentalistą sesyjnym. Współpracował z takimi artystami jak: Eric Clapton, Brian May, Rod Stewart, Tina Turner, Steve Winwood, Tangerine Dream, John McLaughlin, Mick Jagger, Jon Bon Jovi, Alice in Chains, Donovan, Roger Waters, Jan Hammer, Stevie Ray Vaughan, Stevie Wonder, ZZ Top, Screaming Lord Sutch i wielu innych.
Zmarł po zachorowaniu na bakteryjne zapalenie opon mózgowych.

## Publikacje
- Jeff Beck, Carol Cuellar, Jeff Beck / Who Else! (Authentic Guitar-Tab), 1999, Alfred Music, ISBN 978-0-7692-8444-6.
- Jeff Beck, Jeff Beck, Guitar Tab Anthology, 2009, Alfred Music, ISBN 978-0-7390-6497-9.
- Jeff Beck, Jeff Beck – Blow by Blow, 2010, Hal Leonard, ISBN 978-1-4234-9443-0.
- Aurélien Budynek, Ron Piccione, Jeff Beck, Jeff Beck – Wired, 2011, Hal Leonard, ISBN 978-1-4234-9444-7.
- Dave Rubin, Jeff Beck, Jeff Beck: A Step-by-Step Breakdown of His Guitar Styles and Techniques, 2012, Hal Leonard, ISBN 978-1-4234-9448-5.

## Instrumentarium
- Fender Stratocaster Jeff Beck Signature[12]
- Marshall 2061X Guitar Amplifier[13]
- Marshall DSL100H Guitar Amplifier[13]
- Marshall 1974X Guitar Amplifier[13]
- Marshall 1960BX Guitar Extension Cabinet[13]
- Ernie Ball Black Polypro Guitar Strap[14]
- Ernie Ball Super Slinky Nickel Wound[14]

## Dyskografia
Albumy studyjne
| Blow by Blow                            | - Data: marzec 1975 - Wydawca: Epic Records      | 4   | –   | –  | –  | –   | –  | –  | - USA: platynowa płyta - CAN: złota płyta |
| Wired                                   | - Data: maj 1976 - Wydawca: Epic Records         | 16  | 38  | –  | –  | –   | –  | –  | - USA: platynowa płyta - CAN: złota płyta |
| There & Back                            | - Data: czerwiec 1980 - Wydawca: Epic Records    | 21  | 38  | 36 | –  | –   | –  | –  |                                           |
| Flash                                   | - Data: lipiec 1985 - Wydawca: Epic Records      | 42  | 83  | 27 | –  | 43  | –  | –  |                                           |
| Jeff Beck’s Guitar Shop                 | - Data: październik 1989 - Wydawca: Epic Records | 49  | –   | –  | –  | –   | –  | –  |                                           |
| Crazy Legs (oraz Big Town Playboys)     | - Data: 29 czerwca 1993 - Wydawca: Epic Records  | 171 | –   | –  | –  | –   | –  | –  |                                           |
| Who Else!                               | - Data: 16 marca 1999 - Wydawca: Epic Records    | 99  | 74  | –  | –  | –   | –  | –  |                                           |
| You Had It Coming                       | - Data: 6 lutego 2001 - Wydawca: Epic Records    | 110 | 132 | –  | 96 | 123 | –  | –  |                                           |
| Jeff                                    | - Data: 5 sierpnia 2003 - Wydawca: Epic Records  | 122 | –   | –  | –  | –   | 92 | –  |                                           |
| Emotion & Commotion                     | - Data: 13 kwietnia 2010 - Wydawca: ATCO Records | 11  | 21  | 35 | 30 | 77  | 74 | 9  |                                           |
| Loud Hailer                             | - Data: 15 lipca 2016 - Wydawca: ATCO Records    | 41  | 27  | –  | 23 | 42  | 77 | 14 |                                           |
| „–” oznacza, że album nie był notowany. |                                                  |     |     |    |    |     |    |    |                                           |

Albumy koncertowe
| Jeff Beck with the Jan Hammer Group Live                 | - Data: marzec 1977 - Wydawca: Epic Records        | 23  | –   | –  | –  | –   | - USA: złota płyta |
| Jeff Beck Live: B.B. King’s Blues Club & Grill, New York | - Data: 9 grudnia 2003 - Wydawca: Epic Records     | –   | –   | –  | –  | –   |                    |
| Performing This Week... Live at Ronnie Scott’s           | - Data: 24 listopada 2008 - Wydawca: Eagle Records | –   | 143 | 71 | 43 | 160 |                    |
| Live and Exclusive from the Grammy Museum                | - Data: 7 grudnia 2010 - Wydawca: ATCO Records     | –   | –   | –  | –  | –   |                    |
| Rock ’n’ Roll Party (Honoring Les Paul)                  | - Data: 21 lutego 2011 - Wydawca: Atlantic Records | 54  | 106 | 96 | 81 | –   |                    |
| Live+                                                    | - Data: 19 maja 2015 - Wydawca: Rhino Records      | 148 | 195 | –  | 34 | –   |                    |
| „–” oznacza, że album nie był notowany.                  |                                                    |     |     |    |    |     |                    |

Albumy wideo
| Performing This Week... Live at Ronnie Scott’s | - Data: 31 marca 2009 - Wydawca: Eagle Vision     | 3 | –  | 15 | –  | – | - USA: platynowa płyta - CAN: 2x platynowa płyta - UK: złota płyta |
| Rock ’n’ Roll Party (Honoring Les Paul)        | - Data: 22 lutego 2011 - Wydawca: Eagle Vision    | 2 | –  | 33 | –  | 1 | - USA: złota płyta - CAN: platynowa płyta                          |
| Live in Tokyo                                  | - Data: 24 listopada 2014 - Wydawca: Eagle Vision | 8 | 29 | 30 | 16 | – |                                                                    |
| „–” oznacza, że album nie był notowany.        |                                                   |   |    |    |    |   |                                                                    |

Kompilacje
| Tytuł     | Dane dot. albumu                                  |
| --------- | ------------------------------------------------- |
| Beckology | - Data: 19 listopada 1991 - Wydawca: Epic Records |

Ścieżki dźwiękowe
| Tytuł                             | Dane dot. albumu                                  |
| --------------------------------- | ------------------------------------------------- |
| Frankie’s House (oraz Jed Leiber) | - Data: 5 stycznia 1992 - Wydawca: Epic Soundtrax |

Skład zespołu Jeffa Becka
- Jeff Beck – gitara
- Jimmy Hall – śpiew
- Rhonda Smith – gitara basowa
- Jonathan Joseph – perkusja, instrumenty perkusyjne
- Nicolas Meier – gitara

Byli członkowie zespołu
- Tony Hyams – instrumenty klawiszowe
- Jason Rebello – instrumenty klawiszowe
- Jan Hammer – instrumenty klawiszowe
- Simon Phillips – perkusja, instrumenty perkusyjne
- Steve Alexander – perkusja, instrumenty perkusyjne
- Vinnie Colaiuta – perkusja, instrumenty perkusyjne
- Terry Bozzio – perkusja, instrumenty perkusyjne
- Veronica Bellino – perkusja, instrumenty perkusyjne
- Narada Michael Walden – perkusja, instrumenty perkusyjne
- Doug Wimbish – gitara basowa
- Tal Wilkenfeld – gitara basowa
- Pino Palladino – gitara basowa
- Randy Hope-Taylor – gitara basowa
- Jennifer Batten – gitara

## Teledyski
| Tytuł                                       | Rok  | Reżyseria    | Album | Źródło |
| ------------------------------------------- | ---- | ------------ | ----- | ------ |
| „Ambitious” (gościnnie: Jimmy Hall)         | 1985 | Jim Yukich   | Flash | [ 49 ] |
| „People Get Ready” (gościnnie: Rod Stewart) | 1985 | D. J Webster | Flash | [ 50 ] |

## Filmografia
| Tytuł                              | Rok  | Uwagi                                                        | Źródło |
| ---------------------------------- | ---- | ------------------------------------------------------------ | ------ |
| Queen: Champions of the World      | 1995 | film dokumentalny, reżyseria: Rudi Dolezal, Hannes Rossacher | [ 51 ] |
| The Return of the Blue Moon Boys   | 2006 | film dokumentalny, reżyseria: Dan Griffin                    | [ 52 ] |
| Rock Prophecies                    | 2009 | film dokumentalny, reżyseria: John Chester                   | [ 53 ] |
| The Life and Times of Gene Vincent | 2016 | film dokumentalny, reżyseria: Kenneth van Schooten           | [ 54 ] |

## Nagrody i wyróżnienia
| Rok  | Kategoria                                 | Tytułem                                                | Nagroda             | Nota      | Źródło |
| ---- | ----------------------------------------- | ------------------------------------------------------ | ------------------- | --------- | ------ |
| 1985 | Best Rock Instrumental Performance        | „Escape”                                               | Grammy              | Laur      | [ 55 ] |
| 1989 | Best Rock Instrumental Performance        | Jeff Beck’s Guitar Shop with Terry Bozzio & Tony Hymas | Grammy              | Laur      | [ 55 ] |
| 2001 | Best Rock Instrumental Performance        | „Dirty Mind”                                           | Grammy              | Laur      | [ 55 ] |
| 2009 | Best Rock Instrumental Performance        | „A Day in the Life”                                    | Grammy              | Laur      | [ 55 ] |
| 2010 | Best Pop Instrumental Performance         | „Nessun Dorma”                                         | Grammy              | Laur      | [ 55 ] |
| 2010 | Best Rock Instrumental Performance        | „Hammerhead”                                           | Grammy              | Laur      | [ 55 ] |
| 2011 | Najlepszy album zagraniczny               | Emotion & Commotion                                    | Fryderyki 2011      | Nominacja | [ 56 ] |
| 2014 | Outstanding contribution to British music | Jeff Beck                                              | Ivor Novello Awards | Laur      | [ 57 ] |